# Храм Шри Валлабхи
Храм Шри Валлабха (англ. Sreevallabha Temple, малая́лам ശ്രീവല്ലഭ മഹാക്ഷേത്രം) расположен в 2½ км от города Тирувалла в округе Патанамтитта штата Керала (Индия). 

Является одним из 108 дивья-дешам, а также важным центром паломничества для вайшнавов (преданных Вишну).
Храмовый комплекс находится в живописном месте и помимо главной святыни, посвященной Вишну, включает в себя святыни меньших размеров, в которых поклоняются Гарудасвами, Сатхрусамхарамоортхи, Ганапати, Айяппа и Кураяппасвами. Главным здесь является 183 сантиметровое божество Маха-Вишну.
Главной особенностью храма является 15,25-метровый столб, на котором восседает Гаруда (ездовой орел Вишну). Этот храм известен представлениями катхакали, которые проводятся здесь почти каждую ночь как подношение божествам.